# تبادل إطلاق نار ريو دي جانيرو 2021
تبادل إطلاق نار ريو دي جانيرو 2021 في 6 مايو 2021 قُتل ما لا يقل عن 25 شخصًا في تبادل لإطلاق النار بين الشرطة وتجار المخدرات في ريو دي جانيرو بالبرازيل. وقعت الغارة في جاكاريزينيو ريو دي جانيرو، وهي منطقة فافيلا (حي عشوائي) مشهورة بمعدل الجريمة المرتفع. وقعت المداهمة في حوالي الساعة 11 صباحًا بالتوقيت المحلي، بعد ورود أنباء عن عصابة مخدرات محلية تقوم بتجنيد الأطفال.
أسفر تبادل إطلاق النار عن أعلى حصيلة للقتلى على الإطلاق جراء مداهمة للشرطة في ريو دي جانيرو.

## خلفية
يشكل الاتجار بالمخدرات جزءًا كبيرًا بشكل متزايد من الجريمة في البرازيل. في عام 2005 قتلت الشرطة العسكرية 29 مدنيًا في بايكسادا فلومينينسي في مدينة ريو دي جانيرو. في عام 2006 أدين ضابط على صلة بها. حدثت أزمة في ريو في عام 2010. ما مجموعه 27٪ من جميع السجناء في البرازيل هم نتيجة لتهم تهريب المخدرات. بين عامي 2007 و2012 ارتفع عدد السجون المتعلقة بالمخدرات من 60.000 إلى 134.000 بزيادة بنسبة 123 بالمائة. أصبح عنف العصابات في البرازيل قضية مهمة تؤثر على الشباب. استخدم أعضاء العصابات البرازيلية الأطفال لارتكاب جرائم لأن عقوباتهم تتم بسجن أقصر. اعتبارًا من عام 2007 كان القتل هو السبب الأكثر شيوعًا للوفاة بين الشباب في البرازيل، حيث تتراوح أعمار 40٪ من جميع ضحايا القتل بين 15 و25 عامًا.

## العملية
عملية الشرطة التي جرت هي جزء من صراع ضد تهريب المخدرات في حي جاكاريزينيو بالمنطقة الشمالية من مدينة ريو دي جانيرو. كانت واحدة من أكبر المذابح في التاريخ الحديث لولاية ريو دي جانيرو، مقارنة بمذبحة عام 2005 في بايكسادا. تم إطلاق النار على اثنين من ركاب المترو في عربة الخط 2 في محطة ترياغيم ونجيا. توفي ضابط الشرطة المدنية أندريه فرياس 45 عاماً بعد إصابته برصاصة في رأسه أثناء العملية. عمل فرياس في محطة مراقبة الحركة وتم نقله إلى مستشفى بلدية سالجادو فيلهو. أصيب عميلان آخران أثناء النزاع.
وفقًا للمنصة الرقمية فوغو كروزادو التي جمعت بيانات عن العنف المسلح منذ عام 2016، يعد هذا أعلى عدد للوفيات في إحدى الأحياء الفقيرة خلال عملية للشرطة منذ بداية السجلات. تمت عملية الشرطة على الرغم من تعليق عمليات مماثلة في البرازيل. علقت المحكمة الاتحادية العليا العمليات في الأحياء الفقيرة أثناء الوباء، ولم تسمح باتخاذ الإجراءات إلا في «حالات استثنائية للغاية». تم استدعاء مكتب المحامي العام في ريو دي جانيرو ولجنة حقوق الإنسان التابعة لنقابة المحامين البرازيليين من بين كيانات أخرى لمراقبة التحقيق في القضية.
تسعى عملية الاستثناءات في ريو دي جانيرو إلى التعاون مع التحقيقات في تحريض الأطفال والمراهقين على ارتكاب أفعال إجرامية، مثل جرائم القتل والسرقة وحتى اختطاف القطارات. بدأت العملية بعد انهيار البيانات عن بعد التي أذنت بها المحكمة، حيث تم تحديد 21 عضوا من المجموعة. لجنة حقوق الإنسان التابعة للجمعية التشريعية لريو دي جانيرو صنفت الوفيات الناتجة عن عملية الشرطة على أنها مذبحة. وحمل منتقدو حاكم الولاية كلاوديو كاسترو الحكومة المسؤولية وأدانوا العملية، وصنفوها على أنها إجراء غير مستعد يعرض حياة الأبرياء للخطر. حتى أن المعارضين طالبوا باعتقال المحافظ.

## التفاعلات
- في أعقاب المداهمة، سار نحو 50 من سكان جاكاريزينيو في الشوارع وهم يهتفون «بالعدالة» خلف مجموعة من لجنة حقوق الإنسان في المجالس التشريعية بالولاية.
- طالبت هيومن رايتس ووتش في بيان النائب العام بالتحقيق الفوري في انتهاكات الشرطة المحتملة.